# Aldo Eminente
Aldo Rudolphe Emilio Eminente (Parigi, 19 agosto 1931 – Boulogne-Billancourt, 25 agosto 2021) è stato un nuotatore francese.

## Biografia
Italofrancese nato a Hanoi, vinse una medaglia di bronzo nella disciplina 4 × 200 m stile libero, ai Giochi della XV Olimpiade vinse in compagnia di Jean Boiteux, Joseph Bernardo e Alex Jany, il tempo totalizzato fu di 8:45.9, meglio di loro le nazionali giapponese e statunitense a cui andò l'oro.
Totalizzò il primato mondiale della 4 × 100 m mista in 4'31"5 con A. Violas, Pierre Dumesnil e Julian Arene nel 1º aprile 1953 Troyes, Francia, primato poi superato dalla nazionale svedese pochi giorni dopo.
Vinse due medaglie d'oro ai II Giochi del Mediterraneo: 100 m con 59”7 e ai 4 × 200 m sl con Guy Montserret, Alex Jany e Jean Boiteux con 9'03”8.
Era padre di Eric Eminente, nuotatore anche lui.